# Hermann von Leipziger
Hermann von Leipziger (* 22. März 1814 in Gluchow; † 19. Oktober 1886 in Lyck) war ein deutscher Rittergutsbesitzer und Landwirtschaftsrat. Er saß im Reichstag (Norddeutscher Bund).

## Familie
Er stammte aus dem sächsischen Adelsgeschlecht Leipzig. Sein Vater war August Wilhelm von Leipziger, Königlich preußischer Regierungspräsident in Posen und Bromberg, Hauptmann im Regiment Wolfframsdorff und Schriftsteller (* Glogau, Schlesien, 30. Oktober 1764, † Posen 29. April 1829), verheiratet mit I. Glogau (Schlesien/Preußen) 31. Dezember 1787/1789 Marie Auguste v. Wolfframsdorff, II. 1813 Wilhelmine Friederike Sophie von Steinwehr. Sein Großvater war Heinrich Ernst von Leipziger, königlich preußischer Generalmajor.

## Leben

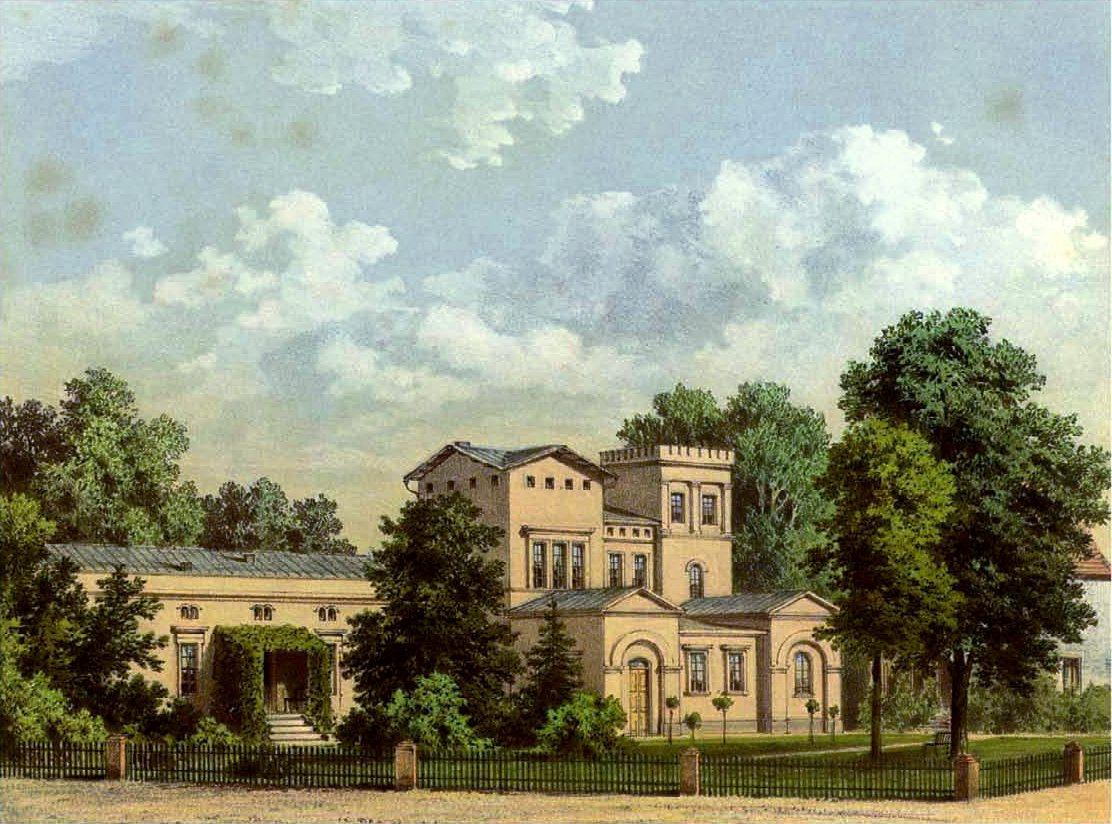
Rittergut Pietrunke um 1860, Sammlung Alexander Duncker

Hermann von Leipziger besuchte die Gymnasien in Bromberg und Posen und die Kriegsschule zu Danzig. Seit 1839 war er verheiratet mit Gräfin Eveline Rittberg, die ihm neun Kinder schenkte. Von seiner Mutter übernahm er 1840 das Rittergut Pietrunke.
1848 war er Mitglied der Preußischen Nationalversammlung. Von 1848 bis 1850, von 1860 bis 1865 und von 1873 bis 1876 saß er im Preußischen Abgeordnetenhaus. 1867 war er Mitglied des Reichstags des Norddeutschen Bundes für den Wahlkreis Bromberg 3 (Bromberg-Stadt) und die Nationalliberale Partei.